# Aeroportul Annobon
Aeroportul Annobon (IATA: NBN, ICAO: FGAB) este un aeroport din Guineea Ecuatorială ce deservește zona San Antonio de Palé⁠(d).
Situat la o altitudine de 25 m, aeroportul dispune de o singură pistă.